# جمعة راشد
جمعة راشد (12 ديسمبر 1972-)، لاعب كرة قدم إماراتي دولي سابق.
مثل نادي الشباب و منتخب الإمارات في كأس آسيا 1996 و 2004 و كأس القارات عام 1997 .

## روابط خارجية
- جمعة راشد على موقع الاتحاد الدولي (مؤرشف)  (الإنجليزية)
- جمعة راشد على موقع ناشيونال فوتبول تيمز (الإنجليزية)